# Душко Мрдуљаш
Душко Мрдуљаш (Сплит, 17. јул 1951) бивши је југословенски веслач, освајач бронзане медаље на Олимпијским играма 1980. године.

## Спортска каријера
Био је члан веслачког клуба Гусар из Сплита. Највеће успехе у каријери постигао је у двојцу с кормиларом и без кормилара. Године 1973. постао је првак Југославије, веслајући у двојцу без кормилара са Златком Целентом. Касније прелази заједно са Целентом у конкуренцију двојац са кормиларом. На Медитеранским играма 1979. у Сплиту освојио је златну медаљу.
Освојио је бронзану медаљу на Олимпијским играма 1980. године у двојцу са кормиларом, заједно са Златком Целентом. На месту кормилара био је Јосип Реић.
Учествовао је на три олимпијаде под заставом Југославије. Такмичио се у Минхену 1972, Монтреалу 1976 и Москви 1980. године.
Његов отац Емануел Елко Мрдуљаш био је југословенски репрезентативац у веслању и учесник Летњих олимпијских игара 1936. у Берлину.